# Femme Fatale (албум Бритни Спирс)
Femme Fatale је седми студијски албум америчке певачице Бритни Спирс. Издат је 25. марта 2011. године. Албум је продат у 276.000 копија прве недеље само у Америци. До сада албум је продат у око 1.200.000 копија у Америци. Бритни је до сада издала четири сингла са албума а то су "Hold It Against Me", "Till The World Ends", "I Wanna Go" и "Criminal". Бритни је започела и турнеју за промоцију албума. Спот за песму "Criminal" снимљен је у Лондону и изазвао је контроверзе због певачициног јавног коришћења реплике пиштоља на улици, непосредно након Лондонских нереда. "Femme Fatale" европски део турнеје почео је у Енглеској. До краја 2011. године, албум је продат у 1,5 милиона копија.

## Турнеја
Femme Fatale Tour је седма турнеја Бритни Спирс која је отпочела 16. јуна 2011. и завршила се 10. децембра 2011. Циљ турнеје био је да рекламира њен седми студијски албум Femme Fatale. Спирсова је одржала 45 концерата у Северној Америци, 26 концерата у Европи, 7 концерата у Јужној Америци и 1 концерт у Азији. Турнеја је зарадила 68,7 милиона долара. Ово је Бритнина најуспешнија турнеја, једино надмашена од стране њене прошле светске турнеје The Circus: Starring Britney Spears. 

## Продаја албума
| Земља              | Место     | Продаја   |
| ------------------ | --------- | --------- |
| Аргентина          | 2         | 40,000    |
| Аустралија         | 1         | 45,000    |
| Аустрија           | 10        | Непознато |
| Белгија - Фландерс | 8         | Непознато |
| Белгија - Валонија | 5         | Непознато |
| Бразил             | 1         | 20,000    |
| Канада             | 1         | 85,000    |
| Чешка              | 5         | 6,000     |
| Данска             | 8         | Непознато |
| Холандија          | 7         | Непознато |
| Финска             | 7         | Непознато |
| Француска          | 4         | 80,000    |
| Немачка            | 10        | Непознато |
| Грчка              | 4         | Непознато |
| Мађарска           | 6         | Непознато |
| Ирска              | 4         | 7,500     |
| Италија            | 4         | Непознато |
| Јапан              | 9         | 60,000    |
| Мексико            | 1         | 30,000    |
| Нови Зеланд        | 3         | Непознато |
| Норвешка           | 3         | Непознато |
| Пољска             | 17        | Непознато |
| Португалија        | 4         | Непознато |
| Русија             | 1         | 10,000    |
| Кореја             | 1         | 5,000     |
| Шшанија            | 4         | Непознато |
| Шведска            | 5         | 20,000    |
| Сингапур           | Непознато | 5,000     |
| Швајцарска         | 2         | Непознато |
| Енглеска           | 8         | 105,000   |
| Америка            | 1         | 1.000.000 |